# Liste der Bildungseinrichtungen in Stuttgart

Bildungsorte und Lernwelten in Deutschland

Wappen der Stadt Stuttgart

Stuttgart ist der bedeutendste Bildungsstandort in Baden-Württemberg. Die Stadt verfügt zur Zeit über 11 Hochschulen (davon 2 Universitäten) sowie etwa 200 Schulen, darunter ca. 170 öffentliche Schulen. Im Schuljahr 2005/06 besuchten 19280 Schüler die 76 Grundschulen, 7208 Schüler die 36 Hauptschulen, 2629 Schüler die 28 Sonderschulen, 8052 Schüler die 22 Realschulen, 19283 Schüler die 34 Gymnasien, sowie 2348 Schüler die damals drei (heute vier) Waldorfschulen. Verwaltet werden die Bildungseinrichtungen vom Regierungspräsidium Stuttgart – Schule und Bildung in Stuttgart-Rosenberg. An Lehrern sind in Stuttgart beschäftigt: 792 Vollzeit- und 829 Teilzeitkräfte an Grund- und Hauptschulen, 223 bzw. 183 Voll- und Teilzeitkräfte an Sonderschulen, 254 bzw. 208 an Realschulen und 587 bzw. 557 an Gymnasien.
Die Liste erhebt keinen Anspruch auf Vollständigkeit.

## Hochschulen
- AKAD University Stuttgart, Stuttgart-Nord
- Staatliche Akademie der Bildenden Künste Stuttgart, Stuttgart-Nord, Am Weißenhof (⊙)
- Duale Hochschule Baden-Württemberg Stuttgart, Stuttgart-Mitte
- Freie Hochschule Stuttgart – Seminar für Waldorfpädagogik, Stuttgart-Mitte
- Hochschule der Medien Stuttgart, Stuttgart-Vaihingen
- Hochschule Macromedia, Stuttgart-Bad Cannstatt
- Merz Akademie, Stuttgart-Ost (⊙)
- Staatliche Hochschule für Musik und Darstellende Kunst Stuttgart, Stuttgart-Mitte
- Hochschule für Technik Stuttgart, Stuttgart-Mitte
- Universität Hohenheim, Stuttgart-Plieningen, Schloss Hohenheim
- Universität Stuttgart, Stuttgart-Mitte und Stuttgart-Vaihingen

## Seminare und Medienzentren

### Seminare
- Seminar für Ausbildung und Fortbildung der Lehrkräfte (Berufliche Schulen)
- Seminar für Ausbildung und Fortbildung der Lehrkräfte (Gymnasien und Sonderpädagogik)

### Medienzentren
- Landesmedienzentrum Baden-Württemberg, Standort Stuttgart, Rotenbergstraße 111 (⊙)[1]
- Stadtmedienzentrum Stuttgart, Rotenbergstraße 111 (⊙), am Landesmedienzentrum Baden-Württemberg (LMZ)[2]

## Öffentliche Schulen

### Öffentliche Grundschulen

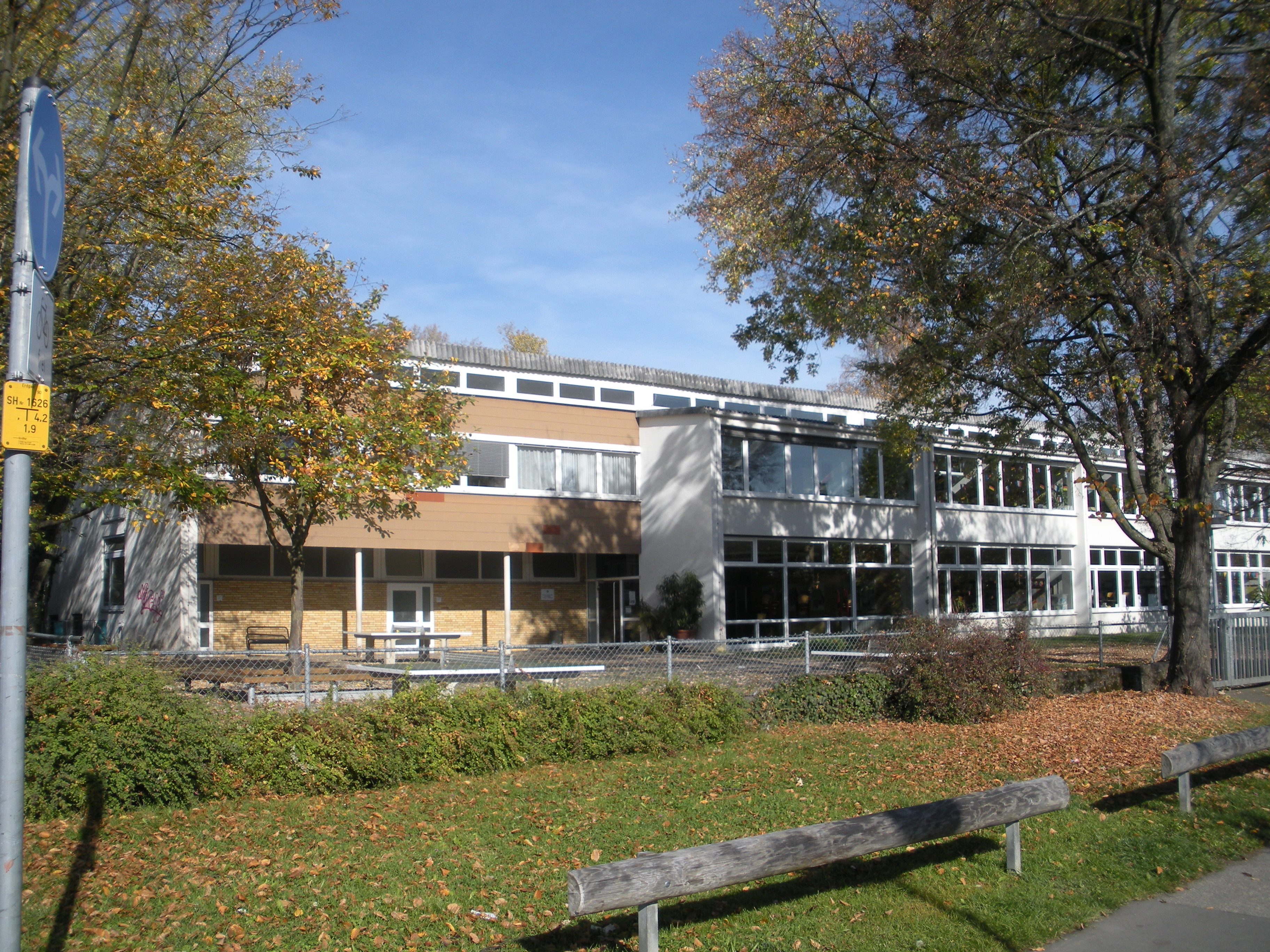
Deutsch-franz. Grundschule Sillenbuch

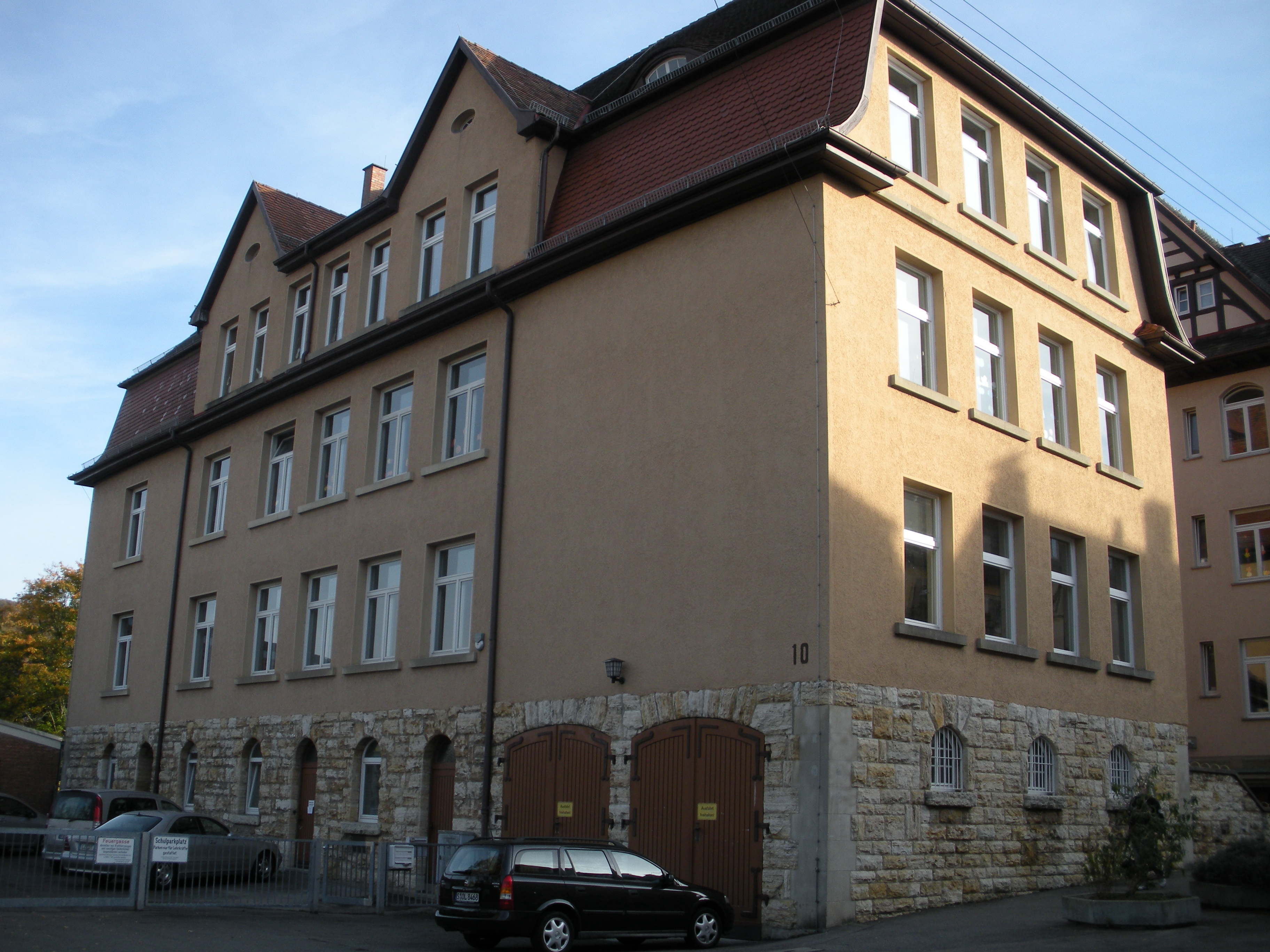
Franz-Schubert-Schule Stuttgart-Botnang

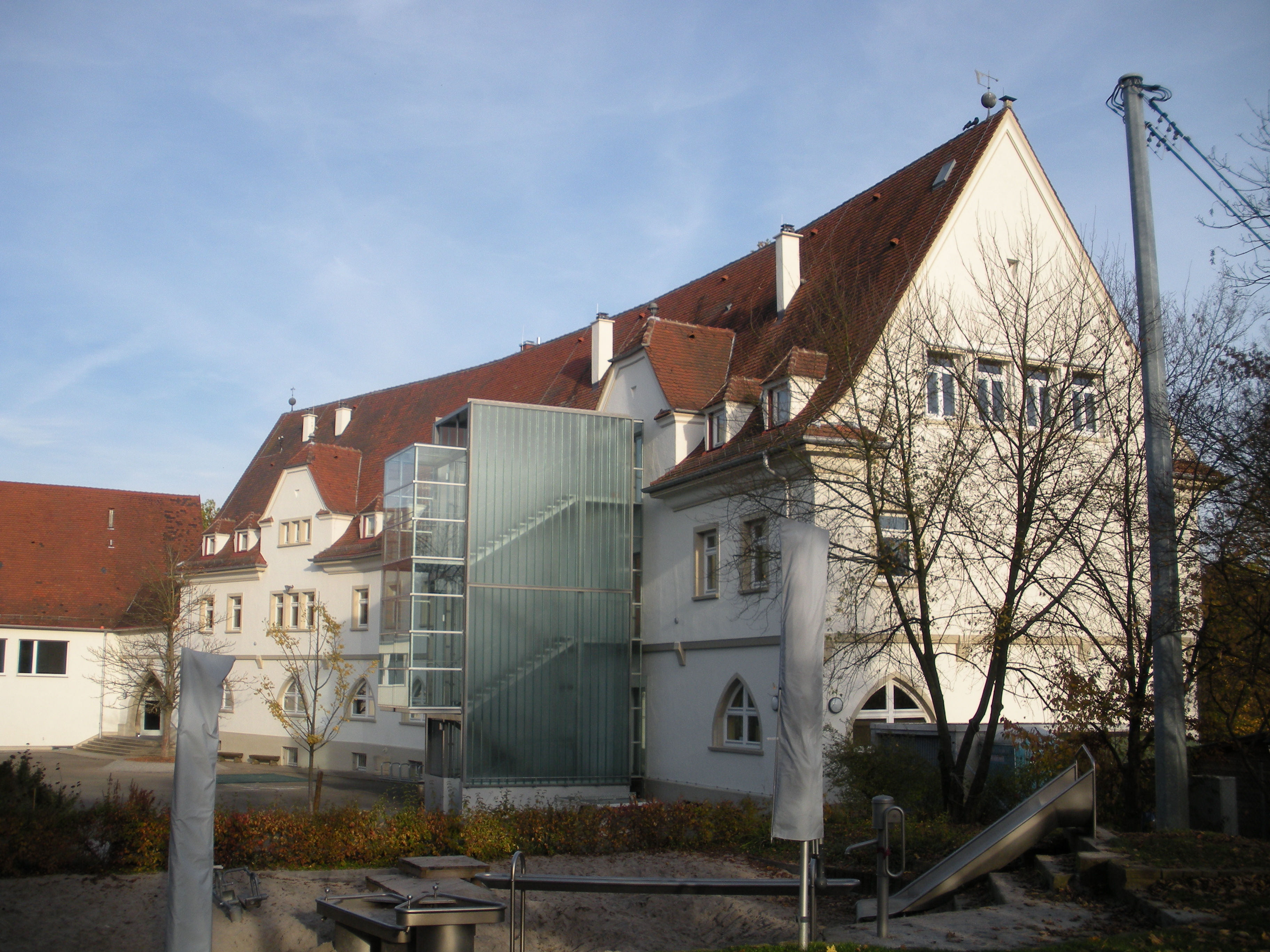
Grundschule Stuttgart-Kaltental

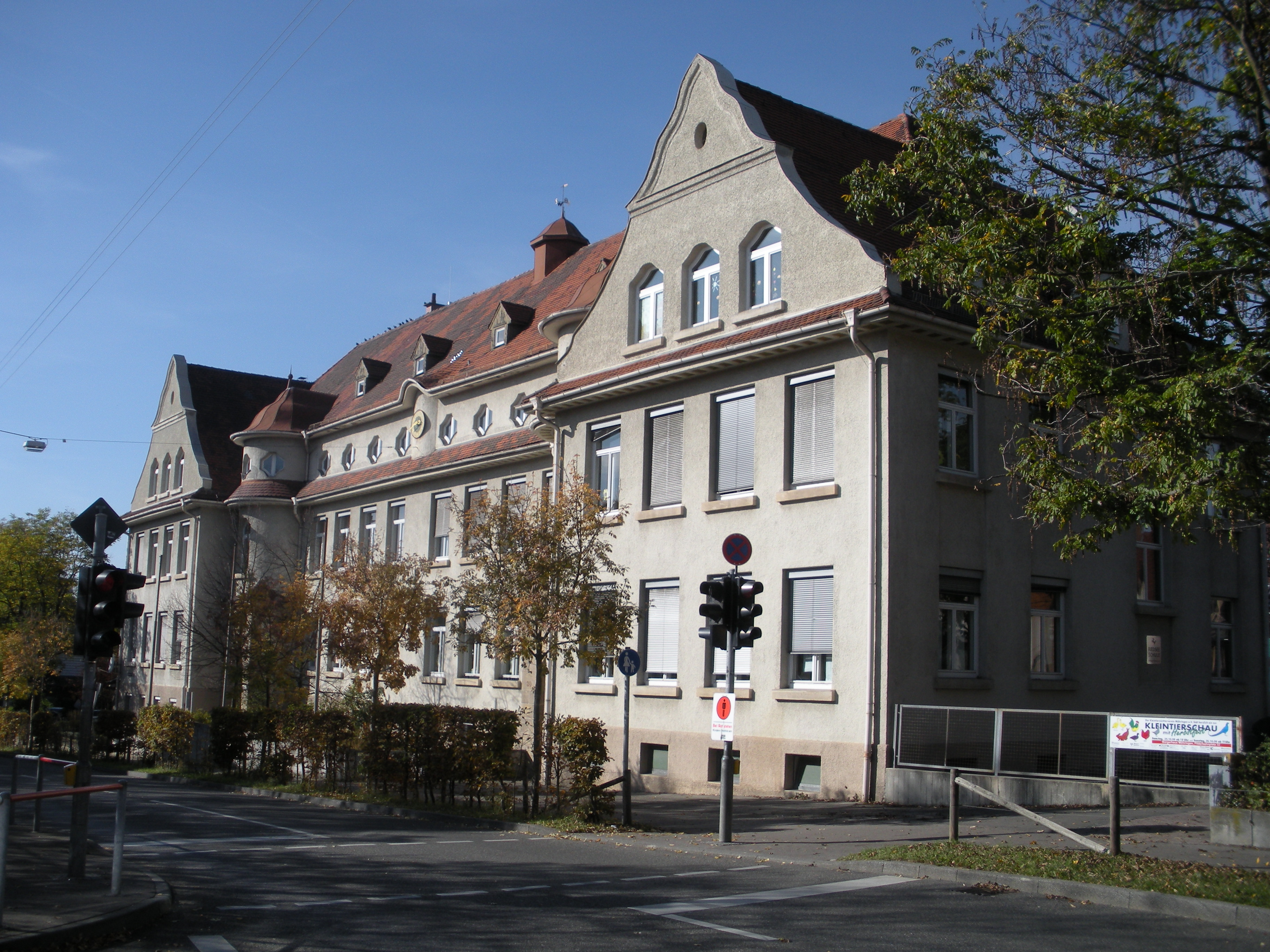
Riedseeschule (Grund- und Werkrealschule) Abt. Grundschule Stuttgart-Möhringen

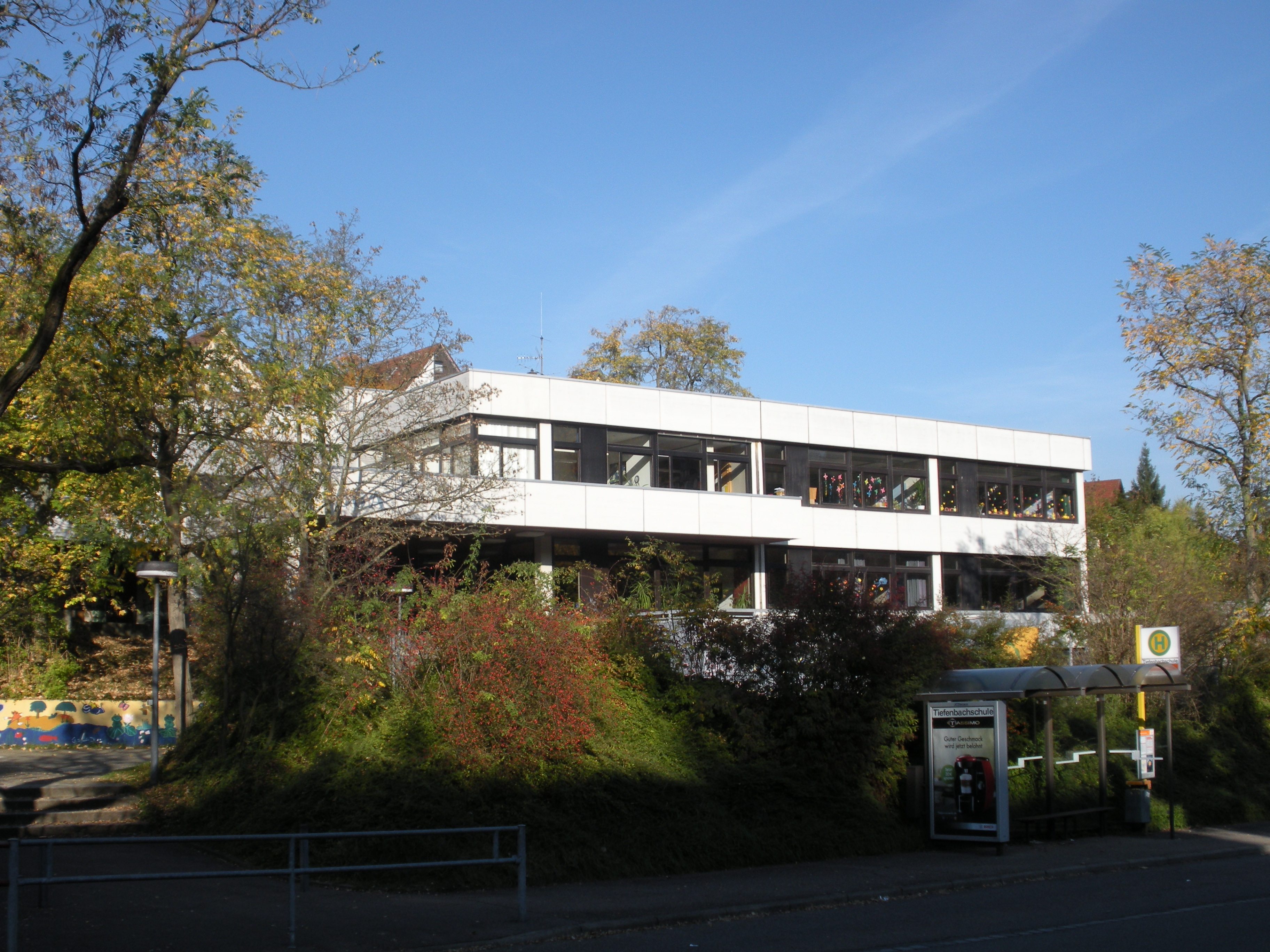
Tiefenbachschule (Grundschule) Stuttgart-Hedelfingen

Hier sind nur die öffentlichen selbständigen Grundschulen aufgelistet. Weitere Grundschulen siehe im Abschnitt Grund- und Hauptschulen.
- Albschule, Stuttgart-Degerloch
- Ameisenbergschule, Stuttgart-Ost
- Bachschule, Stuttgart-Feuerbach
- Carl-Benz-Schule, Stuttgart-Bad Cannstatt
- Deutsch-Französische Grundschule, Stuttgart-Sillenbuch
- Engelbergschule Bergheim, Stuttgart-Weilimdorf
- Falkertschule, Stuttgart-West
- Franz-Schubert-Schule, Stuttgart-Botnang
- Fasanenhofschule, Stuttgart-Möhringen
- Filderschule, Stuttgart-Degerloch
- Fuchsrainschule, Stuttgart-Ost
- Grundschule Birkach, Stuttgart-Birkach
- Grundschule Burgholzhof, Stuttgart-Bad Cannstatt
- Grundschule Gaisburg, Stuttgart-Ost
- Grundschule Heumaden, Stuttgart-Sillenbuch
- Grundschule Hofen, Stuttgart-Mühlhausen
- Grundschule Kaltental, Stuttgart-Süd
- Grundschule Mühlhausen, Stuttgart-Mühlhausen
- Grundschule Obertürkheim, Stuttgart-Obertürkheim
- Grundschule Riedenberg, Stuttgart-Sillenbuch
- Grundschule Uhlbach, Stuttgart-Obertürkheim
- Grundschule Zazenhausen, Stuttgart-Zuffenhausen
- Hattenbühlschule, Stuttgart-Feuerbach
- Heusteigschule, Stuttgart-Süd
- Hohewartschule, Stuttgart-Feuerbach
- Jakobschule, Stuttgart-Mitte
- Kirchhaldenschule, Stuttgart-Botnang
- Körschtalschule, Stuttgart-Plieningen
- Luginslandschule, Stuttgart-Untertürkheim
- Maria Montessori-Schule Hausen, Stuttgart-Weilimdorf
- Marienschule, Stuttgart-Süd
- Martin-Luther-Schule, Stuttgart-Bad Cannstatt
- Mühlbachhofschule, Stuttgart-Nord
- Neuwirtshausschule, Stuttgart-Zuffenhausen
- Österfeldschule, Stuttgart-Vaihingen
- Pelikanschule, Stuttgart-Mühlhausen
- Pfaffenwaldschule, Stuttgart-Vaihingen
- Pragschule, Stuttgart-Nord
- Raitelsbergschule, Stuttgart-Ost
- Rappachschule, Stuttgart-Weilimdorf
- Reisachschule, Stuttgart-Weilimdorf
- Rosenschule, Stuttgart-Zuffenhausen
- Salzäckerschule, Stuttgart-Möhringen
- Schönbuchschule, Stuttgart-Vaihingen
- Schule im sonnigen Winkel, Stuttgart-Nord mit Außenstelle Leibnizstraße, Stuttgart-West
- Schwabschule, Stuttgart-West
- Silcherschule, Stuttgart-Zuffenhausen
- Sommerrainschule, Stuttgart-Bad Cannstatt
- Steinbachschule, Stuttgart-Vaihingen
- Steinhaldenfeldschule, Stuttgart-Bad Cannstatt
- Tiefenbachschule, Stuttgart-Hedelfingen
- Vogelsangschule, Stuttgart-West
- Wilhelm-Hauff-Schule, Stuttgart-Süd
- Wilhelmsschule Untertürkheim, Stuttgart-Untertürkheim

### Öffentliche Grund- und Werkrealschulen

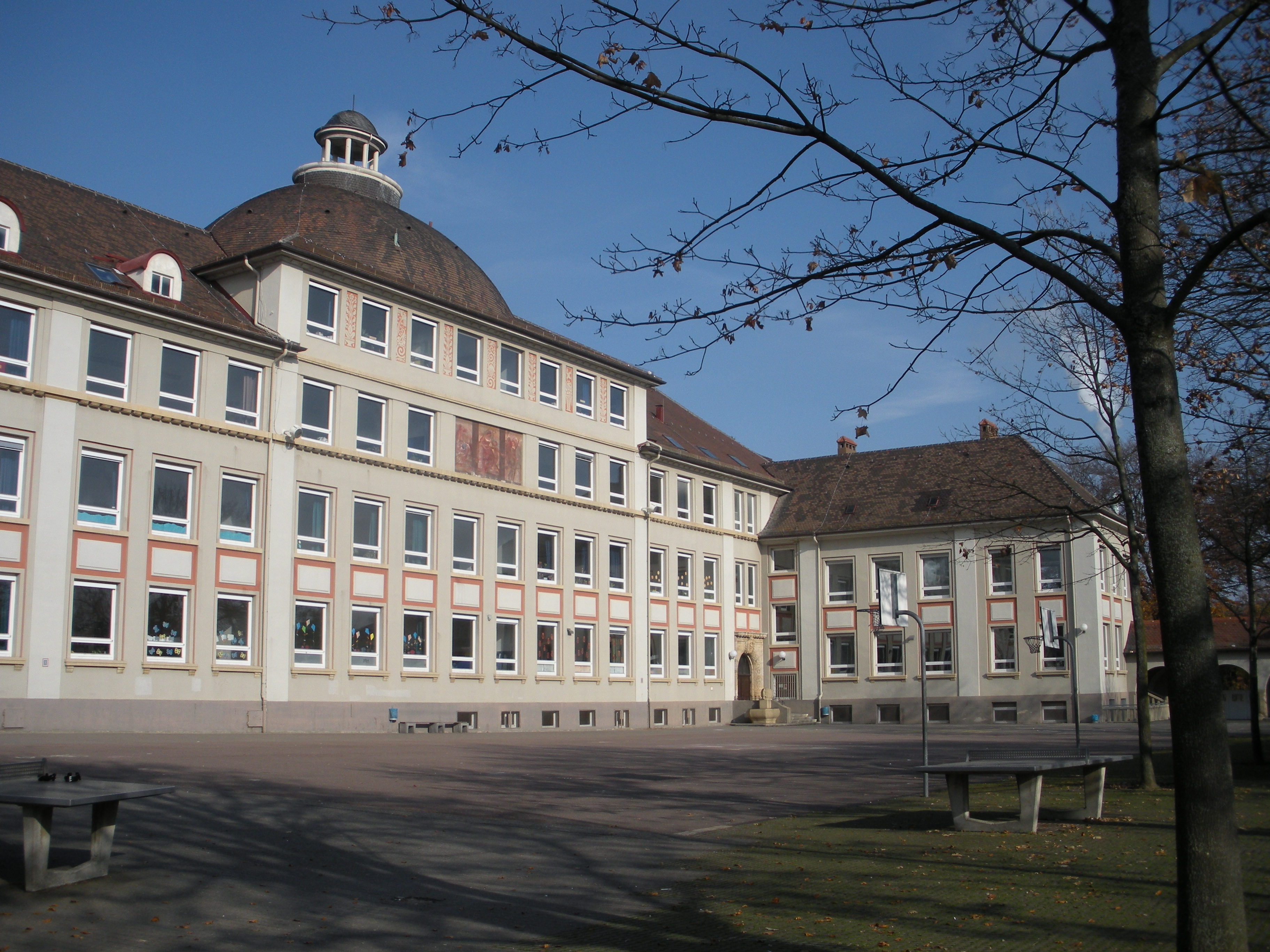
Altenburgschule – Grund- und Hauptschule Stuttgart-Bad Cannstatt

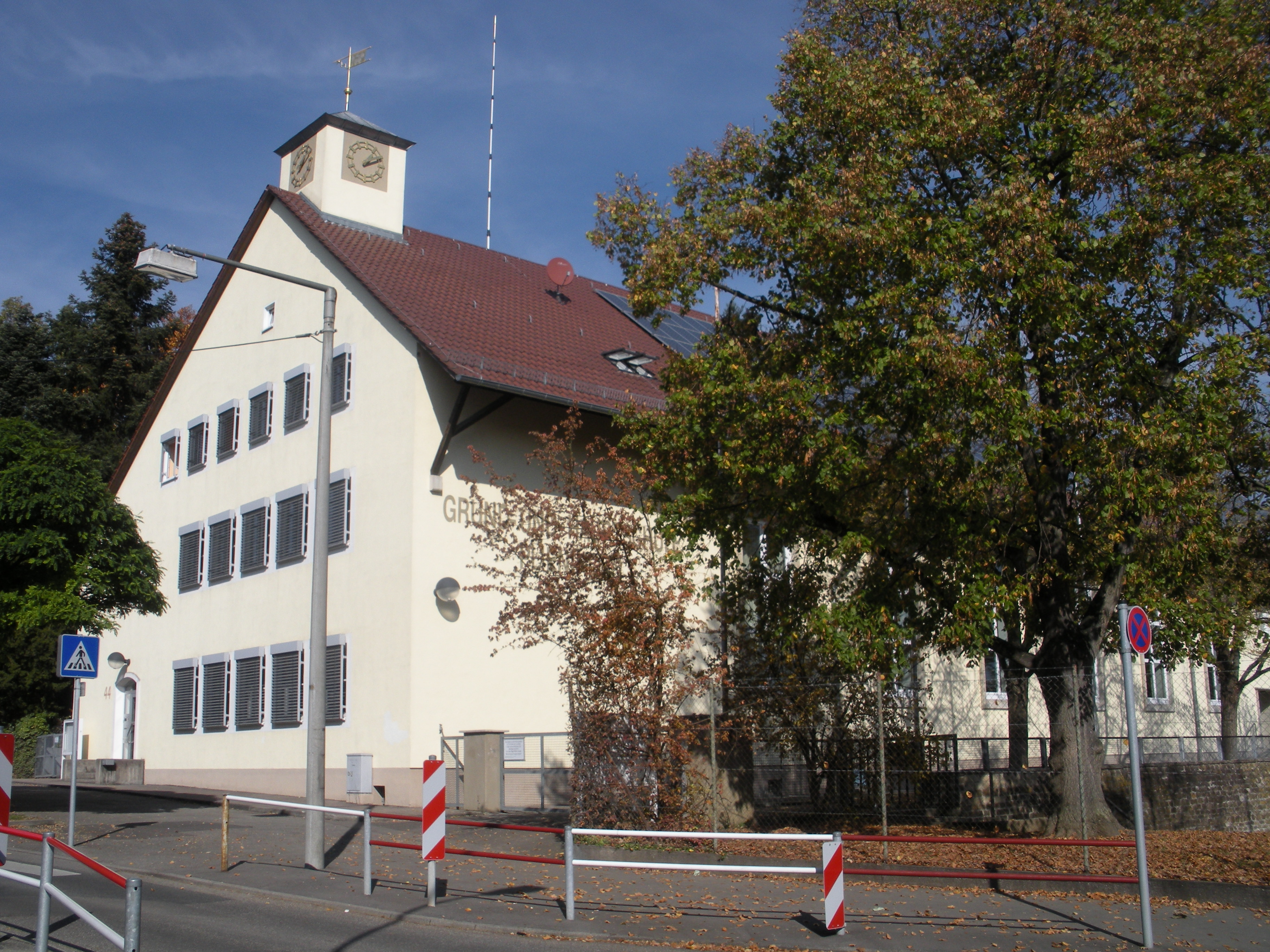
Grund- und Werkrealschule Stuttgart-Plieningen

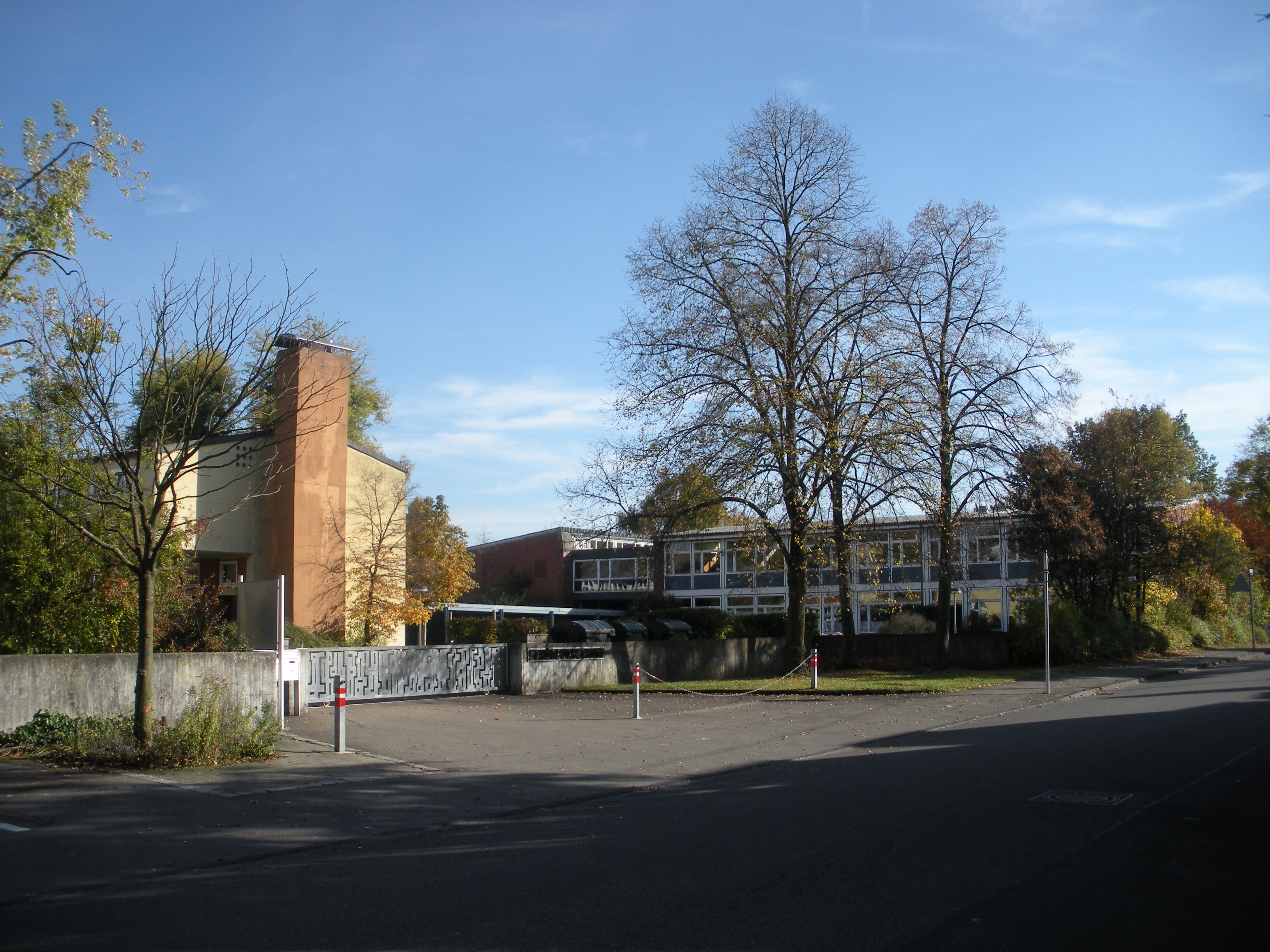
Schönbuchschule (Grundschule) Stuttgart-Dürrlewang

Hier sind nur die öffentlichen Grund- und Werkrealschulen (unter einer Schulleitung) aufgelistet. Weitere Grundschulen siehe Abschnitt öffentliche Grundschulen.
- Grund- und Werkrealschule Gablenberg, Stuttgart-Ost
- Grund- und Werkrealschule Ostheim, Stuttgart-Ost
- Grund- und Werkrealschule Plieningen, Stuttgart-Plieningen
- Herbert-Hoover-Schule Freiberg, Stuttgart-Mühlhausen
- Hohensteinschule, Stuttgart-Zuffenhausen
- Lerchenrainschule, Stuttgart-Süd
- Mönchfeldschule, Stuttgart-Mühlhausen
- Pestalozzischule, Stuttgart-Vaihingen
- Riedseeschule, Stuttgart-Möhringen
- Rosensteinschule, Stuttgart-Nord
- Schillerschule, Stuttgart-Bad Cannstatt
- Steinenbergschule, Stuttgart-Hedelfingen
- Uhlandschule Rot, Stuttgart-Zuffenhausen
- Wilhelmsschule Wangen, Stuttgart-Wangen
- Wolfbuschschule, Stuttgart-Weilimdorf

### Öffentliche Werkrealschulen
Hier sind nur die öffentlichen selbständigen Werkrealschulen aufgelistet. Weitere Werkrealschule siehe im Abschnitt Grund- und Werkrealschulen und Verbundschulen.
- Bismarckschule, Stuttgart-Feuerbach

### Öffentlicher Schulverbund
Schulverbünde sind verschiedene Schulen (Schularten), die unter einer gemeinsamen Schulleitung geführt werden.
- Jörg-Ratgeb-Schule (⊙), Seeadlerstraße 3, Werkrealschule, Realschule und Gymnasium Neugereut, Stuttgart-Mühlhausen

### Öffentliche Gemeinschaftsschulen
- Altenburgschule, Stuttgart-Bad Cannstatt
- Anne-Frank-Gemeinschaftsschule, Stuttgart-Möhringen
- Bertha-von-Suttner-Gemeinschaftsschule, Stuttgart-Mühlhausen
- Eichendorffschule, Stuttgart-Bad Cannstatt
- Elise von König-Gemeinschaftsschule, Stuttgart-Münster
- Körschtalschule, Stuttgart-Plieningen
- Schickhardt-Gemeinschaftsschule, Stuttgart-Süd
- Gemeinschaftsschule Weilimdorf, Stuttgart-Weilimdorf

### Öffentliche Realschulen

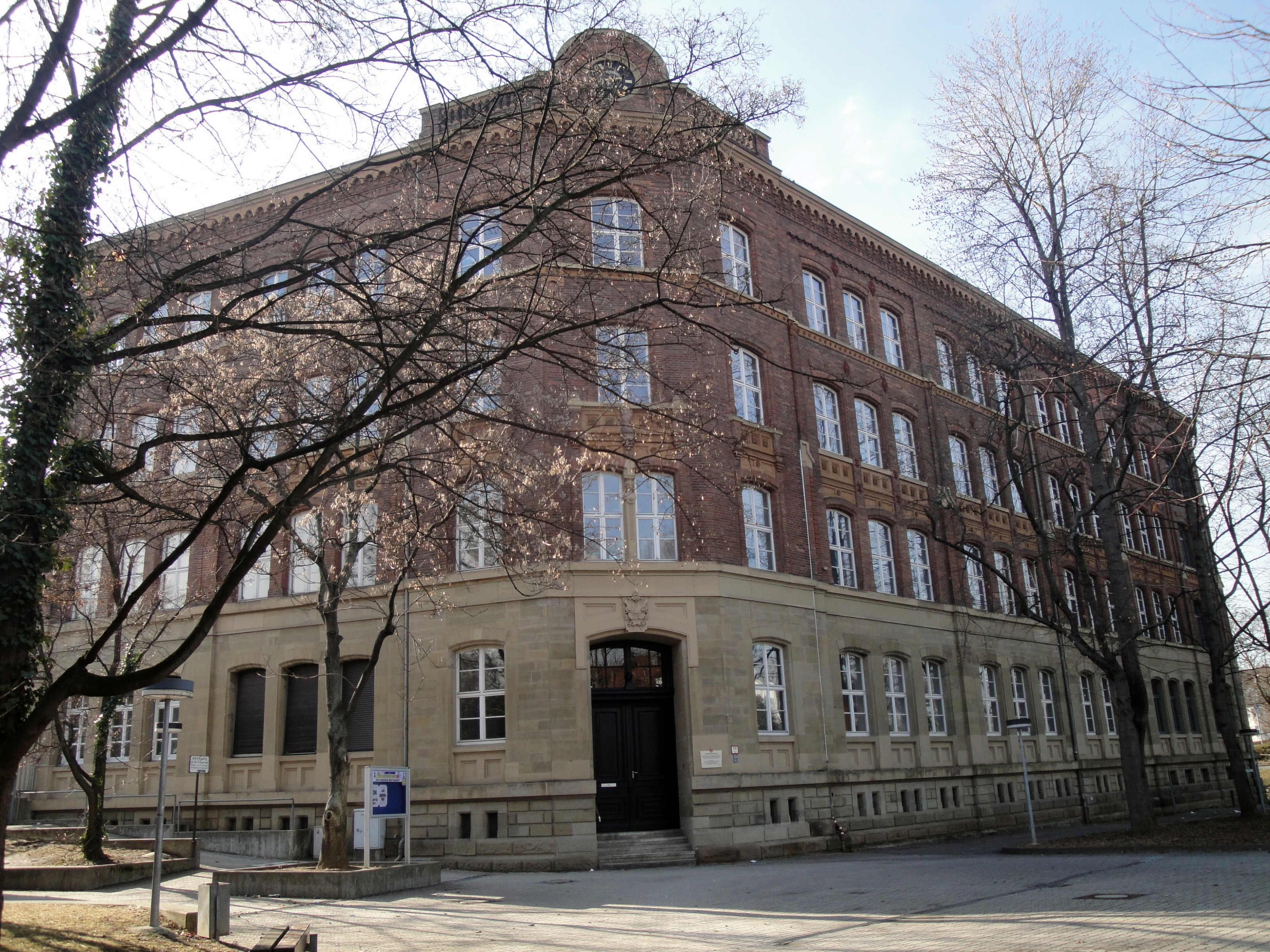
Jahn-Realschule

Hier sind nur die öffentlichen selbständigen Realschulen aufgelistet. Weitere Realschulen siehe im Abschnitt Verbundschulen.
- Birken-Realschule Heumaden, Stuttgart-Sillenbuch
- Brunnen-Realschule, Stuttgart-Bad Cannstatt
- Fritz-Leonhardt-Realschule, Stuttgart-Degerloch
- Jahn-Realschule, Stuttgart-Bad Cannstatt
- Linden-Realschule, Stuttgart-Untertürkheim
- Neckar-Realschule, Stuttgart-Mitte
- Park-Realschule, Stuttgart-Zuffenhausen
- Raichberg-Realschule, Stuttgart-Ost
- Realschule Feuerbach, Stuttgart-Feuerbach
- Realschule Ostheim, Stuttgart-Ost
- Rilke-Realschule Rot, Stuttgart-Zuffenhausen
- Robert-Koch-Realschule, Stuttgart-Vaihingen
- Schloss-Realschule für Mädchen, Stuttgart-West
- Schloss-Realschule, Stuttgart-West

### Öffentliche Gymnasien

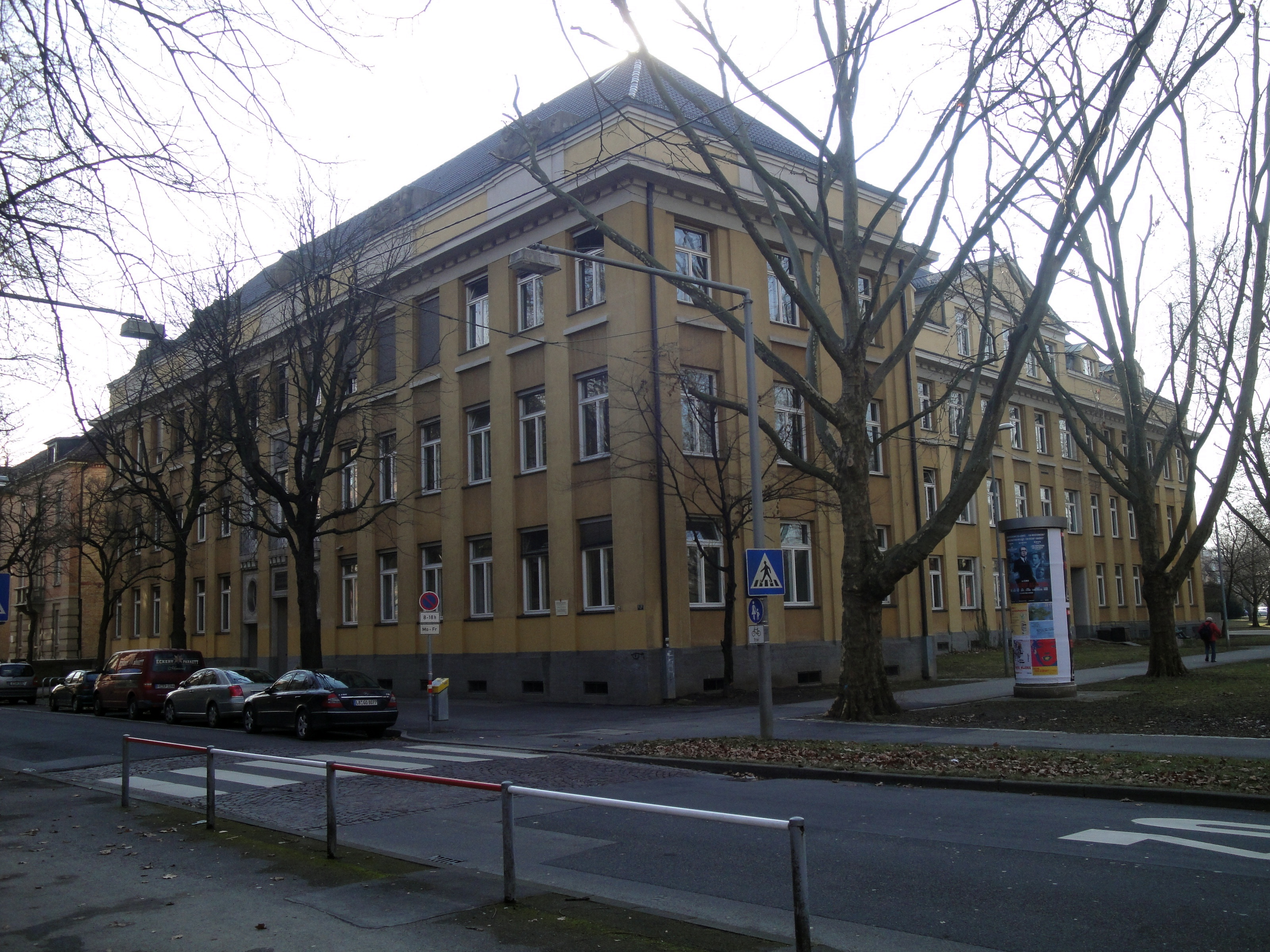
Johannes-Kepler-Gymnasium

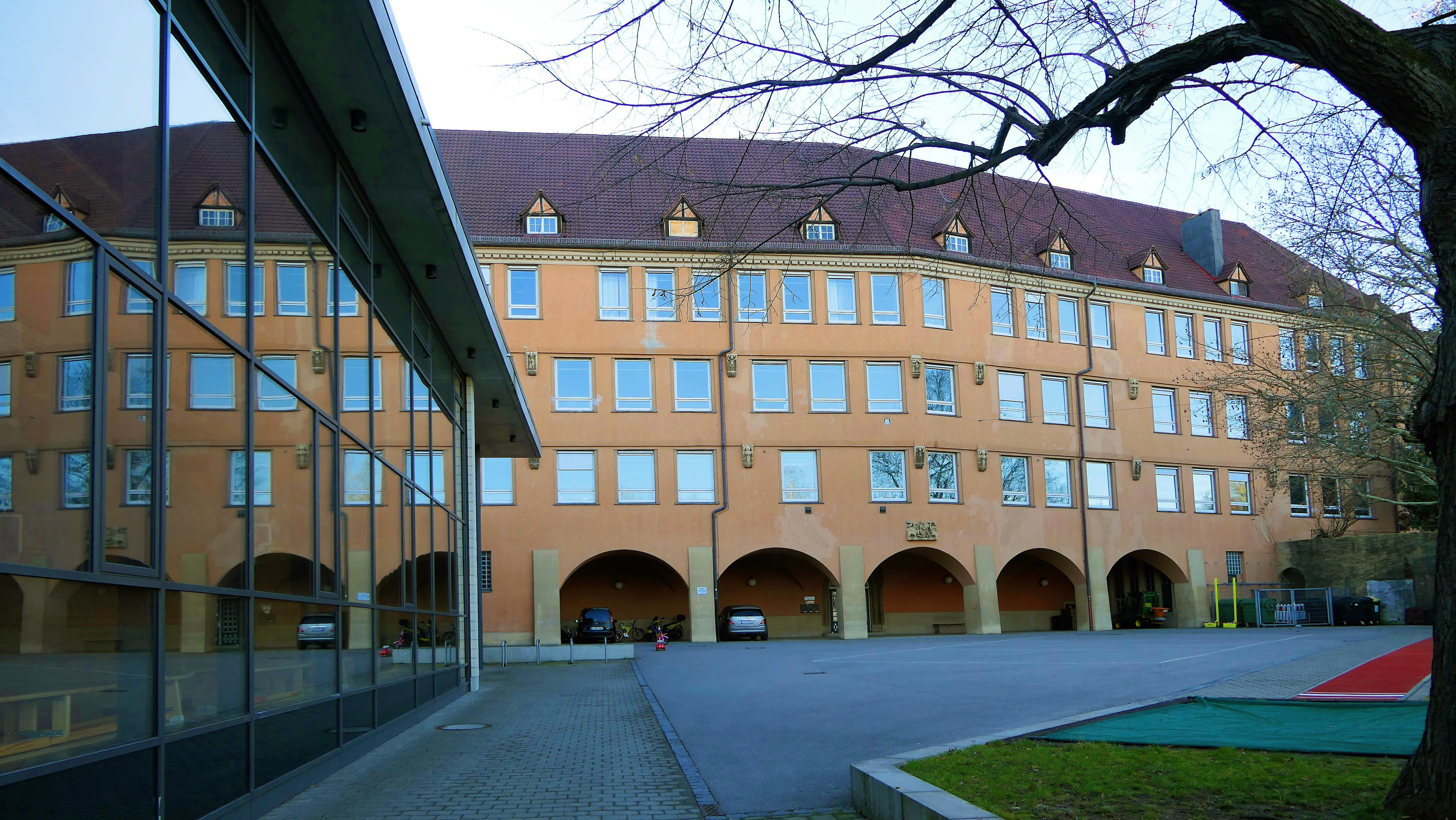
Wagenburg-Gymnasium

Hier sind nur die öffentlichen selbständigen Gymnasien aufgelistet. Weitere Gymnasien siehe im Abschnitt Verbundschulen.
- Dillmann-Gymnasium, Stuttgart-West
- Eberhard-Ludwigs-Gymnasium, Stuttgart-Nord
- Eschbach-Gymnasium, Stuttgart-Freiberg
- Elly Heuss-Knapp-Gymnasium, Bad Cannstatt
- Eschbach-Gymnasium Stuttgart-Freiberg, Stuttgart-Mühlhausen
- Fanny-Leicht-Gymnasium, Stuttgart-Vaihingen
- Ferdinand-Porsche-Gymnasium Rot, Stuttgart-Zuffenhausen
- Friedrich-Eugens-Gymnasium, Stuttgart-West
- Geschwister-Scholl-Gymnasium, Stuttgart-Sillenbuch
- Gottlieb-Daimler-Gymnasium, Stuttgart-Bad Cannstatt
- Hegel Gymnasium, Stuttgart-Vaihingen
- Hölderlin-Gymnasium, Stuttgart-Nord
- Johannes-Kepler-Gymnasium, Stuttgart-Bad Cannstatt
- Karls-Gymnasium, Stuttgart-Süd
- Königin-Charlotte-Gymnasium, Stuttgart-Möhringen
- Königin-Katharina-Stift-Gymnasium, Stuttgart-Mitte
- Königin-Olga-Stift, Stuttgart-West
- Leibniz-Gymnasium, Stuttgart-Feuerbach
- Neues Gymnasium, Stuttgart-Feuerbach
- Paracelsus-Gymnasium-Hohenheim, Stuttgart-Plieningen
- Schickhardt-Gymnasium, Stuttgart-Süd
- Solitude-Gymnasium, Stuttgart-Weilimdorf
- Wagenburg-Gymnasium, Stuttgart-Ost
- Wilhelms-Gymnasium, Stuttgart-Degerloch
- Wirtemberg-Gymnasium, Stuttgart-Untertürkheim
- Zeppelin-Gymnasium, Stuttgart-Ost

### Öffentliche Sonderpädagogische Bildungs- und Beratungszentren

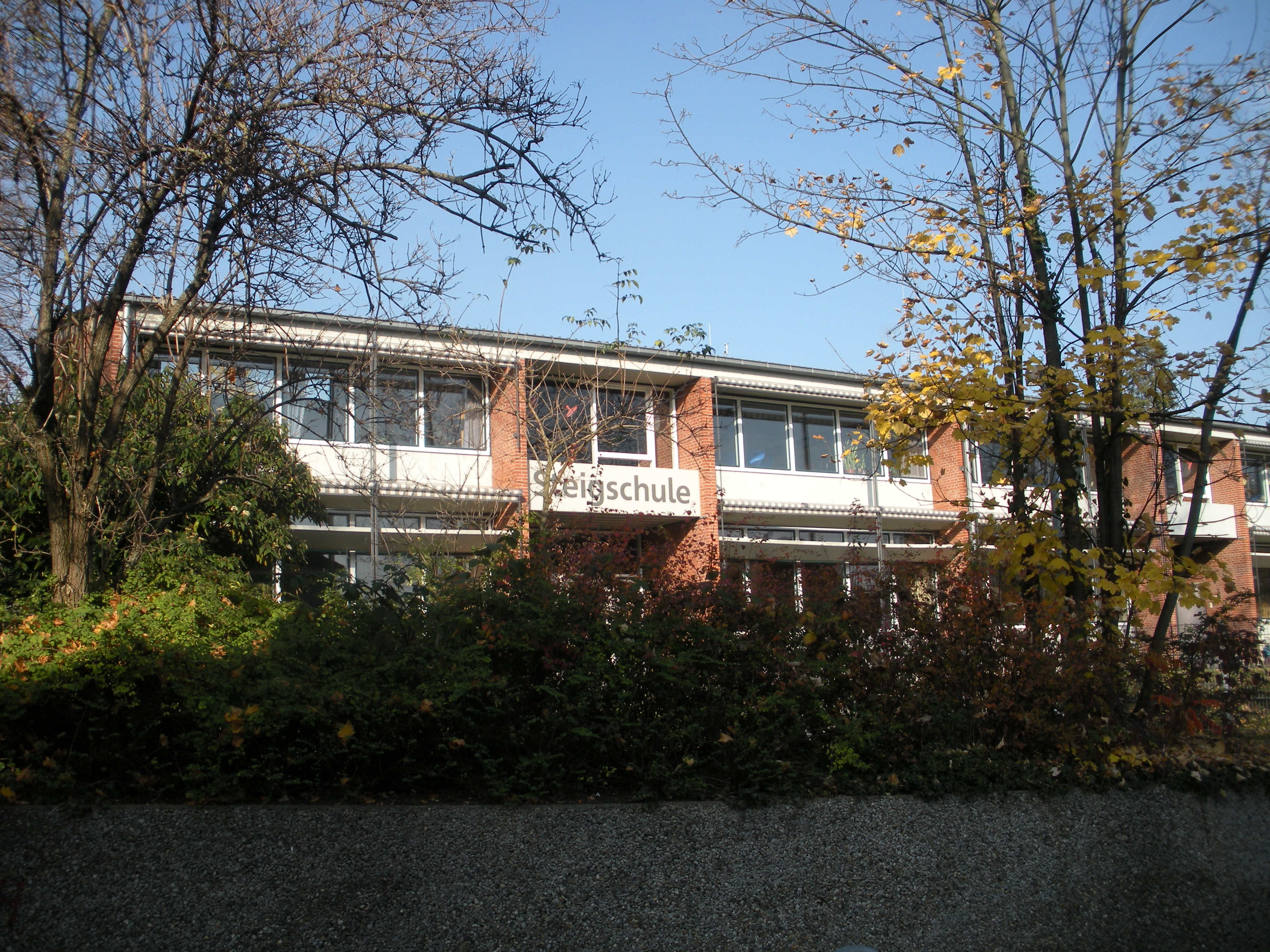
Steigschule – Förderschwerpunkt Lernen Stuttgart-Bad Cannstatt

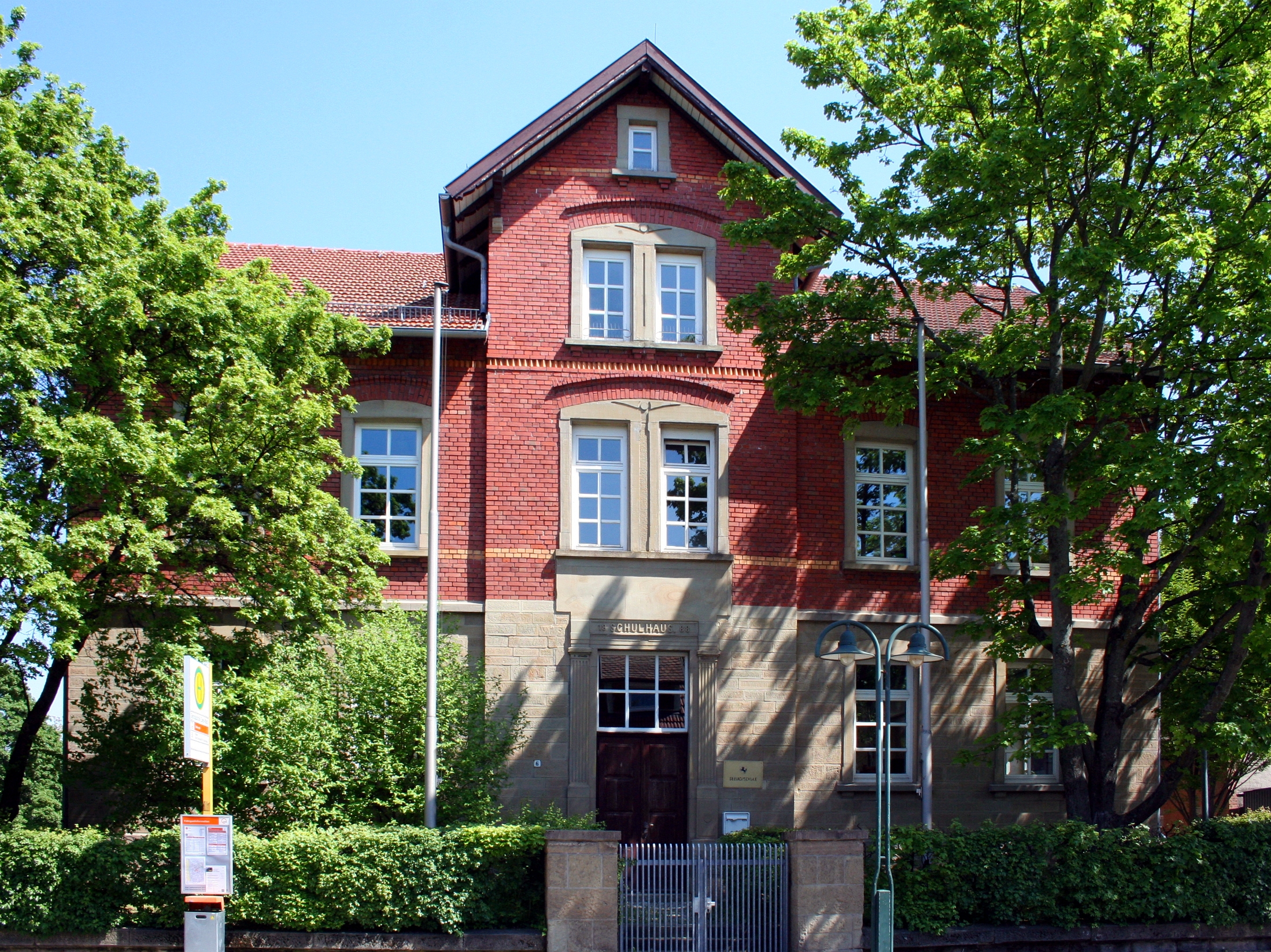
Seelachschule Stuttgart-Weilimdorf

- Auschule (Förderschwerpunkt Lernen), Stuttgart-Untertürkheim
- Berger Schule (Förderschwerpunkt Lernen), Stuttgart-Ost
- Bodelschwinghschule (Förderschwerpunkt geistige Entwicklung), Stuttgart-Vaihingen/Möhringen mit Außenstelle in Stuttgart-Süd
- Helene-Schoettle-Schule (Förderschwerpunkt geistige Entwicklung), Stuttgart-Bad Cannstatt
- Ernst-Abbe-Schule (Förderschwerpunkt Sehen), Stuttgart-Zuffenhausen
- Föhrichschule (Förderschwerpunkt Lernen), Stuttgart-Feuerbach
- Fritz-Nuss-Schule am Klinikum Stuttgart (Förderschwerpunkt Schüler in längerer Krankenhausbehandlung), Stuttgart-Mitte
- Gustav-Werner-Schule (Förderschwerpunkt geistige Entwicklung) Freiberg, Stuttgart-Zuffenhausen
- Haldenrainschule (Förderschwerpunkt Lernen), Stuttgart-Zuffenhausen
- Hasenbergschule (Förderschwerpunkt Lernen), Stuttgart-West
- Heilbrunnenschule (Förderschwerpunkt Lernen), Stuttgart-Bad Cannstatt
- Helene-Fernau-Horn-Schule (Förderschwerpunkt Sprache), Stuttgart-Freiberg und -Vaihingen
- Immenhoferschule (Förderschwerpunkt Hören), Stuttgart-Süd
- Kreuzsteinschule (Förderschwerpunkt Lernen) Freiberg, Stuttgart-Mühlhausen
- Lehenschule (Förderschwerpunkt Lernen), Stuttgart-Süd
- Schule für Körperbehinderte, Stuttgart-Vaihingen/Möhringen
- Seelachschule (Förderschwerpunkt Lernen), Stuttgart-Weilimdorf
- Steigschule (Förderschwerpunkt Lernen), Stuttgart-Bad Cannstatt
- Verbundschule Stuttgart-Rohr (Förderschwerpunkt Lernen und Förderschwerpunkt sozial-emotionale Entwicklung; ehemals Waldburgschule und Herman-Nohl-Schule)

### Öffentliche Schulkindergärten
- Bodelschwingh-Schulkindergarten (Förderschwerpunkt geistige Entwicklung), Stuttgart-Vaihingen
- Gustav-Werner-Schulkindergarten Rot (Förderschwerpunkt geistige Entwicklung), Stuttgart-Zuffenhausen
- Kindergarten „Schnelle Schnecke“ (Förderschwerpunkt Hören), Stuttgart-Süd
- Schulkindergarten Stuttgart-Nord (Förderschwerpunkt körperlich-motorische Entwicklung), Rot, Stuttgart-Zuffenhausen
- Schulkindergarten Stuttgart-Süd (Förderschwerpunkt körperlich-motorische Entwicklung), Stuttgart-Vaihingen
- Schulkindergarten Stuttgart-Freiberg und Möhringen (Förderschwerpunkt Sprache), Stuttgart-Mühlhausen und Stuttgart-Möhringen

### Öffentliche Berufliche Schulen

#### Öffentliche Gewerbliche Schulen

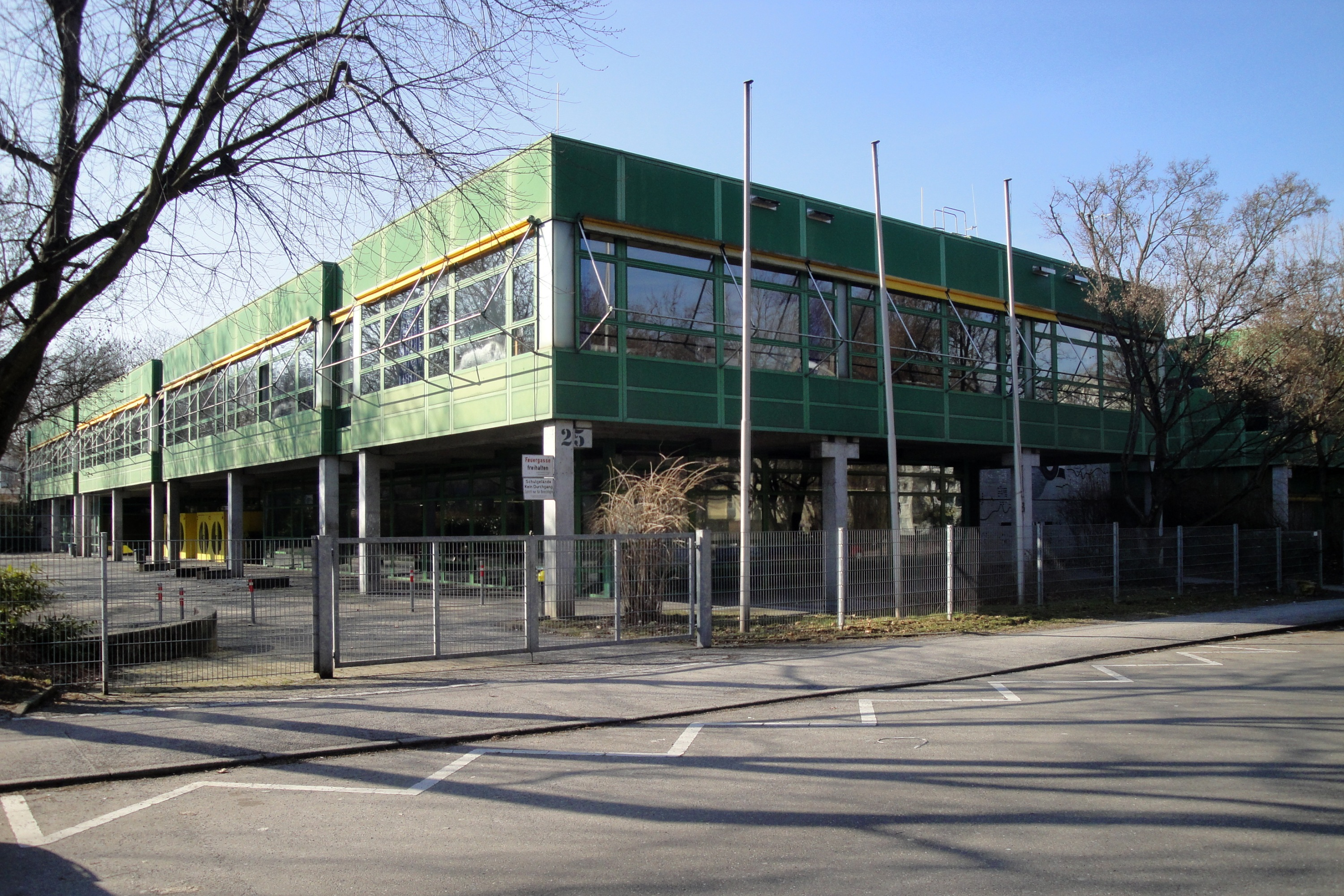
Johannes-Gutenberg-Schule Stuttgart

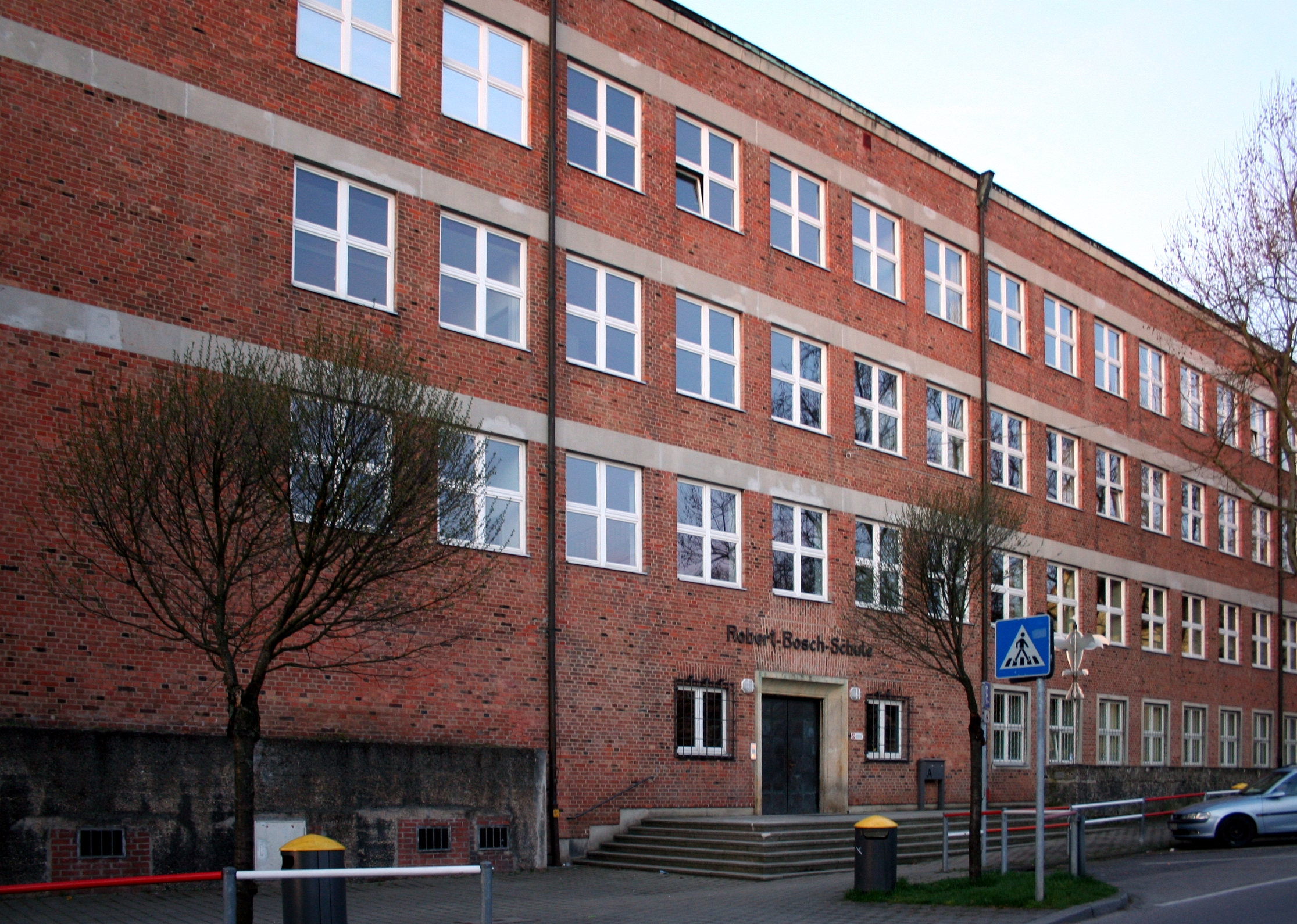
Robert-Bosch-Schule Stuttgart-Zuffenhausen

- Alexander-Fleming-Schule, Stuttgart-Nord
- Gewerbliche Schule für Farbe und Gestaltung, Stuttgart-Feuerbach
- Gewerbliche Schule für Holztechnik, Stuttgart-Feuerbach
- Gewerbliche Schule Im Hoppenlau, Stuttgart-West
- it.schule stuttgart, Stuttgart-Möhringen
- Johannes-Gutenberg-Schule, Stuttgart-Bad Cannstatt
- Kerschensteinerschule, Stuttgart-Feuerbach
- Max-Eyth-Schule, Stuttgart-Mitte
- Robert-Bosch-Schule, Stuttgart-Zuffenhausen
- Robert-Mayer-Schule, Stuttgart-Mitte
- Steinbeisschule, Stuttgart-Nord
- Technische Oberschule Stuttgart, Stuttgart-Mitte
- Werner-Siemens-Schule, Stuttgart-Nord
- Wilhelm-Maybach-Schule, Stuttgart-Bad Cannstatt

#### Öffentliche Kaufmännische Schulen
- Kaufmännische Schule 1, Stuttgart-West
- Kaufmännische Schule Stuttgart-Nord
- Kaufmännische Schule Stuttgart-Süd
- Louis-Leitz-Schule, Stuttgart-Feuerbach
- Johann-Friedrich-von-Cotta-Schule, Stuttgart-Ost
- Wirtschaftsgymnasium West, Stuttgart-West
- it.schule stuttgart, Stuttgart-Möhringen

#### Öffentliche Hauswirtschaftliche und Landwirtschaftliche Schulen
- Hauswirtschaftliche Schule Stuttgart-Ost
- Hedwig-Dohm-Schule, Stuttgart-Nord
- Landwirtschaftliche Schule Hohenheim und Staatsschule für Gartenbau und Landwirtschaft Hohenheim, Stuttgart-Plieningen (hier handelt es sich um zwei Schulen unter einer Schulleitung; Schulträger der Staatsschule für Gartenbau und Landwirtschaft ist das Land Baden-Württemberg, Träger der Landwirtschaftlichen Schule Hohenheim ist die Stadt Stuttgart)

### Sonstige öffentliche Schulen
- John Cranko Schule, Urbanstraße 94 (⊙) – Ballettschule und Staatliche Ballettakademie – Berufsfachschule

## Private Einrichtungen
Die Liste erhebt keinen Anspruch auf Vollständigkeit.

### Private allgemeinbildende Schulen

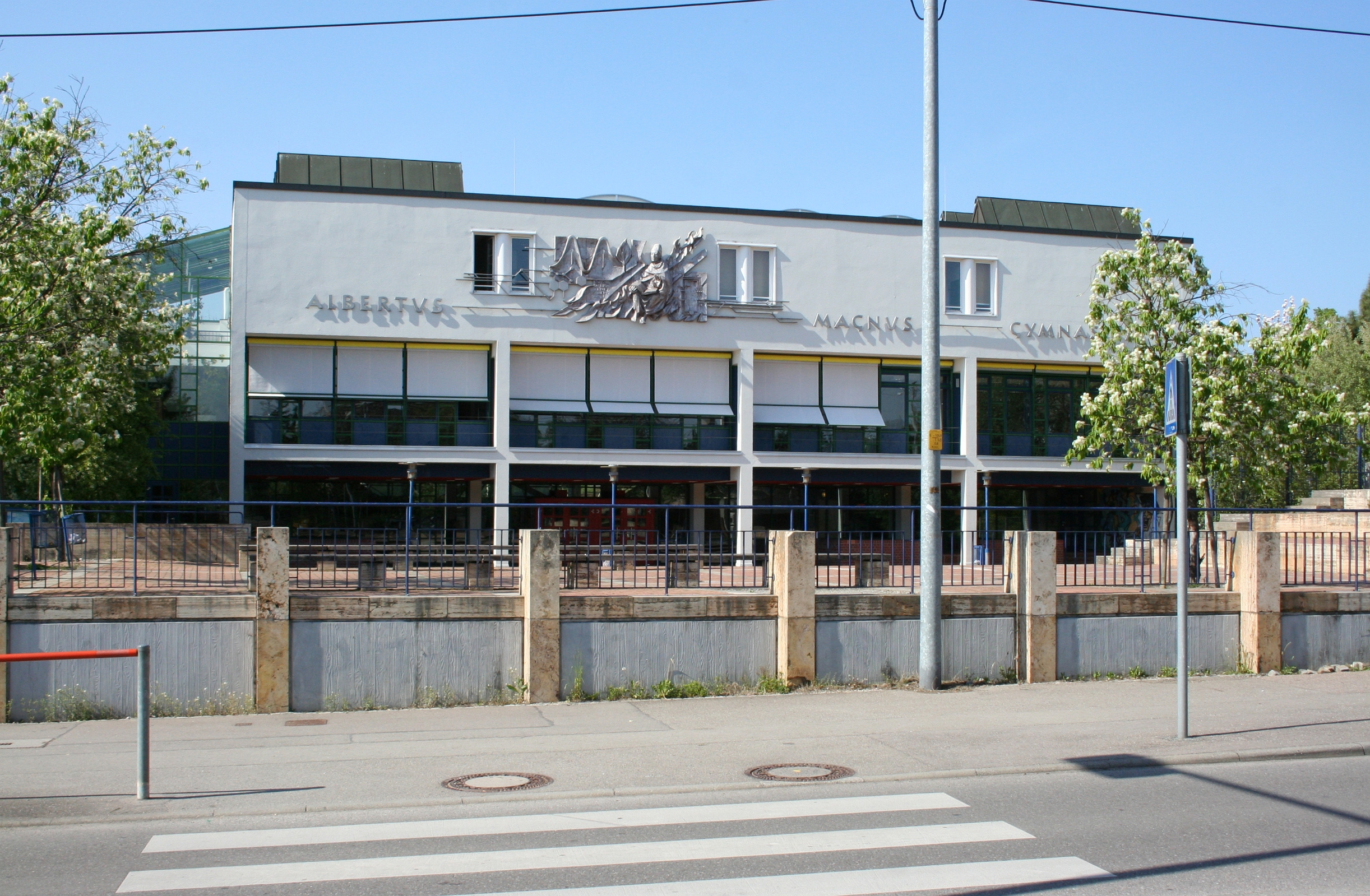
Albertus-Magnus-Gymnasium Stuttgart-Sommerrain

- Abendgymnasium Stuttgart der Volkshochschule Stuttgart e. V.
- Abendrealschule Stuttgart
- Albert-Schweitzer-Schule der Stiftung Jugendhilfe aktiv in Stuttgart-Rohr (Sonderpädagogisches Bildungs und Beratungszentrum mit dem Förderschwerpunkt sozial-emotionale Entwicklung), Stuttgart-Vaihingen
- Albertus-Magnus-Gymnasium (Katholisches Gymnasium), Sommerrain, Stuttgart-Bad Cannstatt
- BiL-Privatschulen, Realschule und Gymnasium, Stuttgart-Bad Cannstatt
- Dietrich-Bonhoeffer-Schule der Stiftung Jugendhilfe aktiv (Sonderpädagogisches Bildungs und Beratungszentrum mit dem Förderschwerpunkt sozial-emotionale Entwicklung), Stuttgart-Plieningen
- Element-i-Schule im Step – Freie Grundschule Stuttgart, Stuttgart-Vaihingen
- Evangelisches Heidehof-Gymnasium Stuttgart, Stuttgart-Ost
- Evangelisches Mörike-Gymnasium Stuttgart, Stuttgart-Süd
- Freie Aktive Schule, Stuttgart-Degerloch
- Freie Evangelische Schule (Freie Grund-, Werkreal- und Realschule, Allg. Bildendes- und Berufliches Gymnasium), Stuttgart-Möhringen
- Freie Waldorfschule am Kräherwald, Stuttgart-Nord
- Freie Waldorfschule Silberwald, Stuttgart-Sillenbuch
- Freie Waldorfschule Uhlandshöhe, Stuttgart-Ost
- Handelsschule C.G.Zimmermann im FBD Bildungspark (Berufliches Gymnasium, Abendgymnasium)
- Johannes-Brenz-Schule (Freie Evangelische Grundschule), Stuttgart-Mitte
- Karl-Schubert-Schule mit Kindergarten, Waldorfschule für Seelenpflege-bedürftige Kinder (Freie Schule), Stuttgart-Süd
- Kolping-Kolleg des Kolping-Bildungswerkes Württemberg e. V., Stuttgart-Nord
- Mädchen-Gymnasium St. Agnes, (Katholisches Gymnasium) Stuttgart-Mitte
- Merz-Schule (Freie Grundschule, Gymnasium, Internat), Stuttgart-Ost
- Michael-Bauer-Schule, Freie Waldorfschule, Stuttgart-Vaihingen
- Schulen der Nikolauspflege:
  - Betty-Hirsch-Schule 1 (Sonderpädagogisches Bildungs- und Beratungszentrum mit Internat mit den Förderschwerpunkten Sehen, geistige sowie körperliche und motorische Entwicklung mit Grund-, Haupt- und Berufsschule), Stuttgart-Nord
  - Betty-Hirsch-Schule 2 (Sonderpädagogisches Bildungs- und Beratungszentrum mit Förderschwerpunkt Sehen. Bildungsgänge: Förderschule sowie inklusive Grund-, Werkreal- und Realschule mit Hort. Für Kinder mit und ohne Förderbedarf), Stuttgart-Nord
- Therapeuticum Raphaelhaus
- Torwiesenschule – Private Grundschule und Sonderpädagogisches Bildungs- und Beratungszentrum mit dem Förderschwerpunkt geistige Entwicklung der Diakonie Stetten e. V.
- Waldschule Degerloch (Freie Realschule und Gymnasium), Degerloch, Stuttgart

### Private berufliche Schulen
- Akademie der media GmbH, Stuttgart
- Akademie für Betriebswirtschaft (ABW), Stuttgart
- Akademie für Kommunikation in Baden-Württemberg, Stuttgart
- Altenpflegeschule der Evangelischen Diakonissenanstalt Stuttgart am Pflegezentrum Bethanien, Stuttgart-Möhringen
- Berufsfachschule für Altenpflege und Altenpflegehilfe des Eigenbetriebs Leben & Wohnen der Stadt Stuttgart (Angebot: Erwerb der Fachhochschulreife)
- Berufsfachschule für Kosmetik Edith Lehmann, Stuttgart
- Berufsfortbildungswerk Altenpflegeschule und Krankenpflegeschule, Stuttgart
- Berufskolleg für Chemie, Pharmazie und Umwelt Institut Dr. Flad, Stuttgart
- FBD Bildungspark Stuttgart Fremdsprachen/Betriebswirtschaft/Datenverarbeitung, Stuttgart
- Bildungszentrum Stuttgart des Kolping-Bildungswerkes Württemberg e. V., Stuttgart
- Privates Berufskolleg der Deutschen Angestellten-Akademie Stuttgart
- Eurythmeum Stuttgart Bildungsstätte für eurythmische Kunst und musische Erziehung, Stuttgart
- Evangelische Fachschule für Sozialpädagogik, Stuttgart
- Evangelisches Bildungszentrum für Gesundheitsberufe Stuttgart
- Fachschule für Altenpflege Stuttgart Berufsfachschule des Caritasverbandes der Diözese Rottenburg-Stuttgart e. V., Stuttgart-Mitte
- Freie Duale Fachschule für Pädagogik – Fachschule für Sozialpädagogik – praxisintegriert, Fachschule für Jugend- und Heimerziehung
- GluckerSchule Berufsfachschule zur Ausbildung von Sport- und Gymnastiklehrern, Stuttgart
- IDI Sprachen- und Dolmetscher-Institut, Stuttgart
- Internationaler Bund (IB), IB-Bildungszentrum, Stuttgart
- Kaufmännisches Berufskolleg IB Berufliche Schulen Stuttgart-Vaihingen, Stuttgart-Vaihingen
- Kaufmännisches Berufskolleg Fremdsprachen IB Berufliche Schulen Stuttgart, Stuttgart
- Kiedaisch-Schulen, Stuttgart
- Kolping-Bildungswerk
- Live act Akademie der Schauspielkunst, Stuttgart
- Michael Bauer Schule Sonderberufsfachschule (Klasse 10), Stuttgart
- Michael Bauer Werkhof Private Sonderberufsschule, Stuttgart
- Nikolauspflege Private Bildungsstätte für Blinde und Sehbehinderte, Stuttgart
- Technisches Berufskolleg IB Berufliche Schulen Stuttgart, Stuttgart
- Theater Akademie Stuttgart, Schauspiel, Theaterpädagogik und Sprachkunst/Sprechpädagogik, Stuttgart
- SAE Institute Stuttgart
- Schulzentrum Silberburg Berufsfachschule für Sozialpädagogik, Kinderpflege, Organisation und Führung, Haus- und Familienpflege des Schwäbischen Frauenvereins e. V., Stuttgart
- Sozialwissenschaftliches Gymnasium IB Berufliche Schulen Stuttgart, Stuttgart
- Stuttgarter Berufskolleg Modegestaltung Bekleidung, Stuttgart
- Technische Fachschule Tochtermann für Technik, Stuttgart
- Waldorfkindergartenseminar Stuttgart/Freie Fachschule für Sozialpädagogik, Stuttgart
- Wirtschaftswissenschaftliches Gymnasium IB Berufliche Schulen Stuttgart, Stuttgart

### Sonstige private Einrichtungen
- Akademie für privates Lernen – APL
- Berufsfortbildungswerk des DGB – bfw, Stuttgart
- Griechisches Lyzeum in Stuttgart (Ελληνικό Λύκειο Στουτγάρδης), anerkannte allgemeinbildende Ergänzungsschule der Republik Griechenland, Stuttgart-Zuffenhausen
- International School of Stuttgart, Grundschule und Gymnasium, Stuttgart-Degerloch
- VDI Weiterbildungszentrum Stuttgart
- Württembergische Verwaltungs- und Wirtschafts-Akademie – VWA, Stuttgart
- Akademie für Bürokommunikation und Welthandelssprachen – ABW, Stuttgart-Mitte
- Akademie für Internationales Management – AiM, Stuttgart-Mitte
- Modeschule Brigitte Kehrer – Berufsfachschule für Mode
- Forum für Bildung (Berufsschule)
- Grafische Fachschule (Berufsschule)
- Private Berufsfachschule für Kosmetik – Margarete Franczak, (Berufsschule)
- Freie Kunstschule P.ART
- Akademie Vaihingen e. V.
- Galileo Bildungshaus Stuttgart

## Ehemalige Bildungseinrichtungen
- 1989–2008: Berufskolleg für Metallographie am Max-Planck-Institut für Metallforschung in Stuttgart: Das Berufskolleg bestand von 1981 bis 2008. Im Jahr 2006 wurde noch das 25-jährige Jubiläum gefeiert. Kurz zuvor wurde die Schließung im Jahre 2008 bekannt gegeben. Das Max-Planck-Institut für Metallforschung wurde in Max-Planck-Institut für Intelligente Systeme umbenannt. Da in Industrie und Forschung weiterhin und auch in Zukunft ein Bedarf an Metallographen und Metallographinnen bestand, wurde als Fortsetzung der ehemaligen Bildungseinrichtung der Studiengang "Materialographie/Neue Materialien" an der Hochschule Aalen geschaffen.[3]